# Kovács Béla (labdarúgó, 1977)
Kovács Béla (1977. március 30. –) válogatott labdarúgó, középpályás.

## Pályafutása
1984-ben Csepel - Ferencváros kölyökcsapatàban kezdte a labdarúgást. Kilenc èvesen már a Honvèd kölyökcsapatba igazolva, vègigjàrta a korosztàlyokat egèszen a felnőtt csapatig. 17 èvesen mutatkozott be a felnőtt csapatban, a magyar labdarúgàs èlvonalàban.
Profi pályafutasát 15 élvonalban eltöltött évet követően fejezte be. 

### A válogatottban
1999-ben egy alkalommal szerepelt a válogatottban.

## Sikerei, díjai
- Magyar bajnokság  2. Helyezett: 1998–99  (Ferencvárosi TC)
- Magyar bajnokság harmadosztály 1 helyezett:2007 (Szigetszentmiklósi TK)
- Magyar kupa győztes: 1996  (Kispest-Honvéd)
- Görög bajnokság másodosztály győztes: 2006  (Ergotelis FC)
- Magyar serdülő bajnoksàg 5x bajnok (Kispest-Honvèd)
- Magyar ifjúsági bajnoksàg 2x (Kispest-Honvèd)
- Magyar tartalèk bajnoksàg 1x (Kispest-Honvèd)

## Statisztika

### Mérkőzése a válogatottban
| Magyarország | Magyarország        | Magyarország                | Magyarország | Magyarország | Magyarország | Magyarország | Magyarország | Magyarország |
| #            | Dátum               | Helyszín                    | Hazai        | Eredmény     | Vendég       | Kiírás       | Gólok        | Esemény      |
| ------------ | ------------------- | --------------------------- | ------------ | ------------ | ------------ | ------------ | ------------ | ------------ |
| 1.           | 1999. augusztus 18. | Budapest, Üllői úti Stadion | Magyarország | 1 – 1        | Moldova      | barátságos   | -            | 67'          |
|              | Összesen            |                             |              | 1            | mérkőzés     |              | 0            | gól          |